# Sergi Reixach
Sergi Lloveras Reixach (* 3. Dezember 1989 in Girona) ist ein professioneller spanischer Pokerspieler. Er gewann 2019 das Super High Roller der European Poker Tour.

## Pokerkarriere
Reixach spielt auf der Onlinepoker-Plattform PokerStars unter dem Nickname srxakgirona.
Seine erste Geldplatzierung bei einem Live-Turnier erzielte Reixach im Juni 2011 in Barcelona. Anfang Juli 2013 war er erstmals bei der World Series of Poker (WSOP) im Rio All-Suite Hotel and Casino am Las Vegas Strip erfolgreich und kam beim in der Variante No Limit Hold’em gespielten Little One for One Drop in die Geldränge. Ende August 2014 belegte er beim High-Roller-Event der European Poker Tour (EPT) in Barcelona den 16. Platz und erhielt 42.000 Euro. Bei der WSOP 2016 erreichte Reixach im Main Event den sechsten Turniertag und schied dort auf dem mit über 140.000 US-Dollar dotierten 46. Platz aus. Mitte Dezember 2016 gewann er ein eintägiges High-Roller-Turnier der EPT in Prag und sicherte sich eine Siegprämie von knapp 220.000 Euro. Im Juni 2017 kam Reixach zweimal beim Aria 25K im Aria Resort & Casino am Las Vegas Strip in die Geldränge und erhielt Preisgelder von über 230.000 US-Dollar. Bei der WSOP 2019 belegte er den siebten Platz beim 100.000 US-Dollar teuren High-Roller-Event für mehr als 350.000 US-Dollar. Ende August 2019 gewann Reixach das EPT Super High Roller in Barcelona und sicherte sich eine Siegprämie von über 1,8 Millionen Euro. Bei den British Poker Open in London setzte er sich im September 2019 beim sechsten Event durch und erhielt umgerechnet mehr als 310.000 US-Dollar. Mitte November 2019 gewann Reixach das achte Turnier der Poker Masters im Aria Resort & Casino und sicherte sich eine Siegprämie von 369.000 US-Dollar.
Insgesamt hat sich Reixach mit Poker bei Live-Turnieren mehr als 8,5 Millionen US-Dollar erspielt.